# Service de santé des armées sud-africain
Le Service de santé des armées sud-africain (South African Military Health Service) est la branche de l’armée sud-africaine (South African National Defence Force ou SANDF) chargée du soutien médical des forces armées. Il est essentiellement composé de personnels militaires même s'il est quelquefois fait appel à des praticiens civils. Il est commandé par un chirurgien général ayant rang de général de corps d’armée.

## Histoire
Un Service médical militaire sud-africain (SSAMS) a été créé en 1979 à la suite d'une volonté de l’État sud-africain de renforcer les structures médicales déjà existantes au sein de l’Armée de terre, de la Marine et de l’Armée de l’air.
À la fin de la Guerre des frontières (Border war) ayant opposé, de 1965 à 1989, l’Afrique du Sud à une coalition d'États dirigée par l’Angola, le service rationalisa son fonctionnement en supprimant les structures inutiles et en consolidant les plus efficaces. 
Le 27 avril 1994, il fut incorporé au SANDF (South African National Defence Force) avant d’être renommé Service de santé des armées sud-africain (SAMHS) en 1998.

## Organisation
Le Service de santé des armées sud-africain est organisé en plusieurs directions régionales (regional medical commands), une direction logistique médicale (Medical Logistics Command) et une direction de la formation (Medical Training Command). 
Les directions régionales (correspondant aux régions de l’Armée de terre) sont chargées de soutenir les unités, hôpitaux et infirmeries militaires positionnés dans leur région. La direction des approvisionnements en produits de santé n’est chargée que de l’approvisionnement en produits de santé. Enfin, la direction de la formation supervise la Faculté de médecine du Service de santé des armées sud-africain (South African Medical Service College), le Centre d’entraînement militaire du Service de santé des armées (South African Military Health Service Training Centre) et l’École d’infirmerie du Service de santé des armées sud-africain (South African Military Health Service Nursing College). Ce dernier délivre des diplômes en quatre ans. Parallèlement à ces structures, des formations internes sont ouvertes aux infirmières et assistantes médicales.

## Source
- (en) Cet article est partiellement ou en totalité issu de l’article de Wikipédia en anglais intitulé « South African Military Health Service » (voir la liste des auteurs).